# Ooteca
Una ooteca és una carcassa més o menys sòlida que protegeix un conjunt d'ous. La paraula és una combinació llatinitzada de oo-, que significa "ou", i teca, que significa "coberta" o "contenidor", del grec théke. Una ooteca conté generalment molts ous envoltats per una escuma proteica que després es pot convertir en una carcassa resistent per a la protecció dels ous. Cal remarcar que la clova dels ous no se sol anomenar ooteca, ja que solament protegeix un únic ou. L'ocurrència de les ooteques a la natura és àmplia i es pot observar tant en diversos grups d'invertebrats (insectes, mol·luscs, anèl·lids) com, eventualment, en algunes espècies de tauró.
Notables animals que fan ooteques són els pregadéus i les paneroles. En general els pregadéus fabriquen l'ooteca sobre una superfície com un material viscós que és batut formant una escuma on es van dipositant els ous, posteriorment l'escuma es solidifica. En les paneroles l'ooteca és una mena de càpsula segmentada que és portada durant un temps per la femella i alliberada. Alguns taurons ovípars produeixen estructures per a protegir els ous. Molts anèl·lids formen el clitel per a protegir la seva posta.

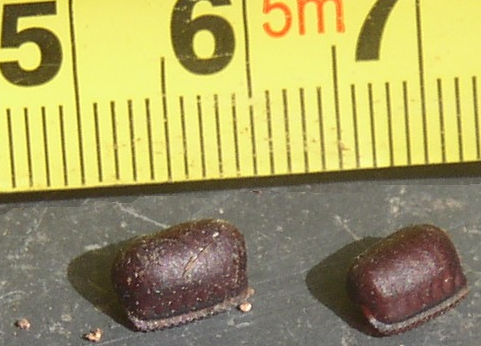
Ooteques de Periplaneta americana
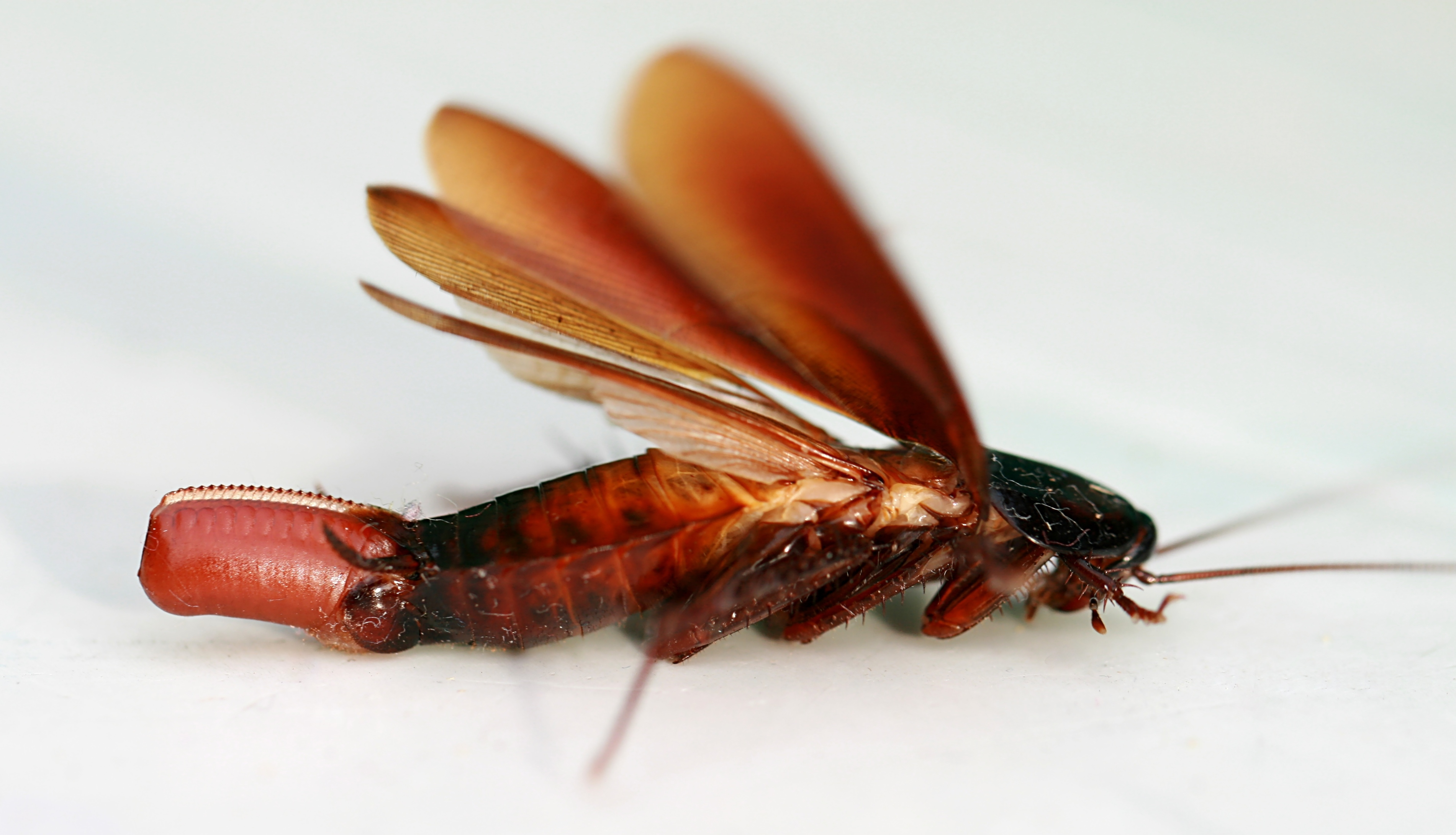
Panerola (Periplaneta fuliginosa) amb ooteca
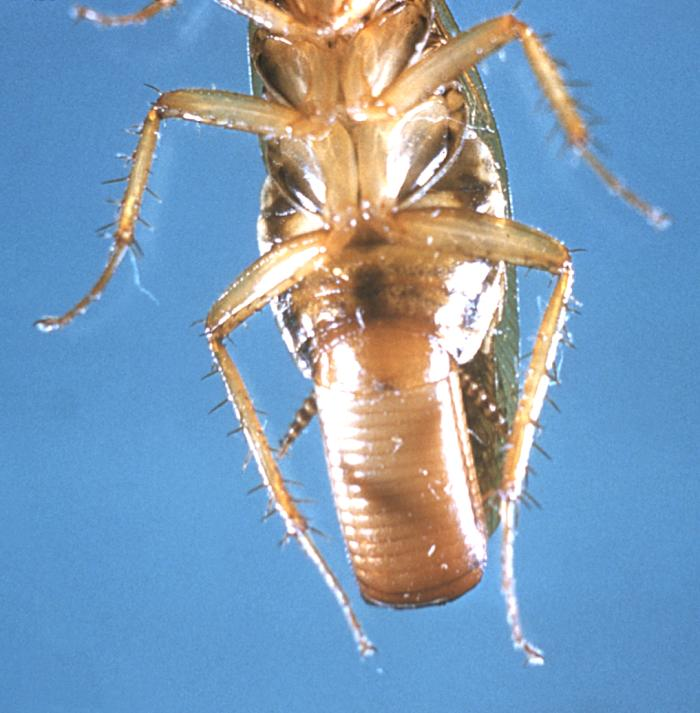
Ooteca de Blatella germanica
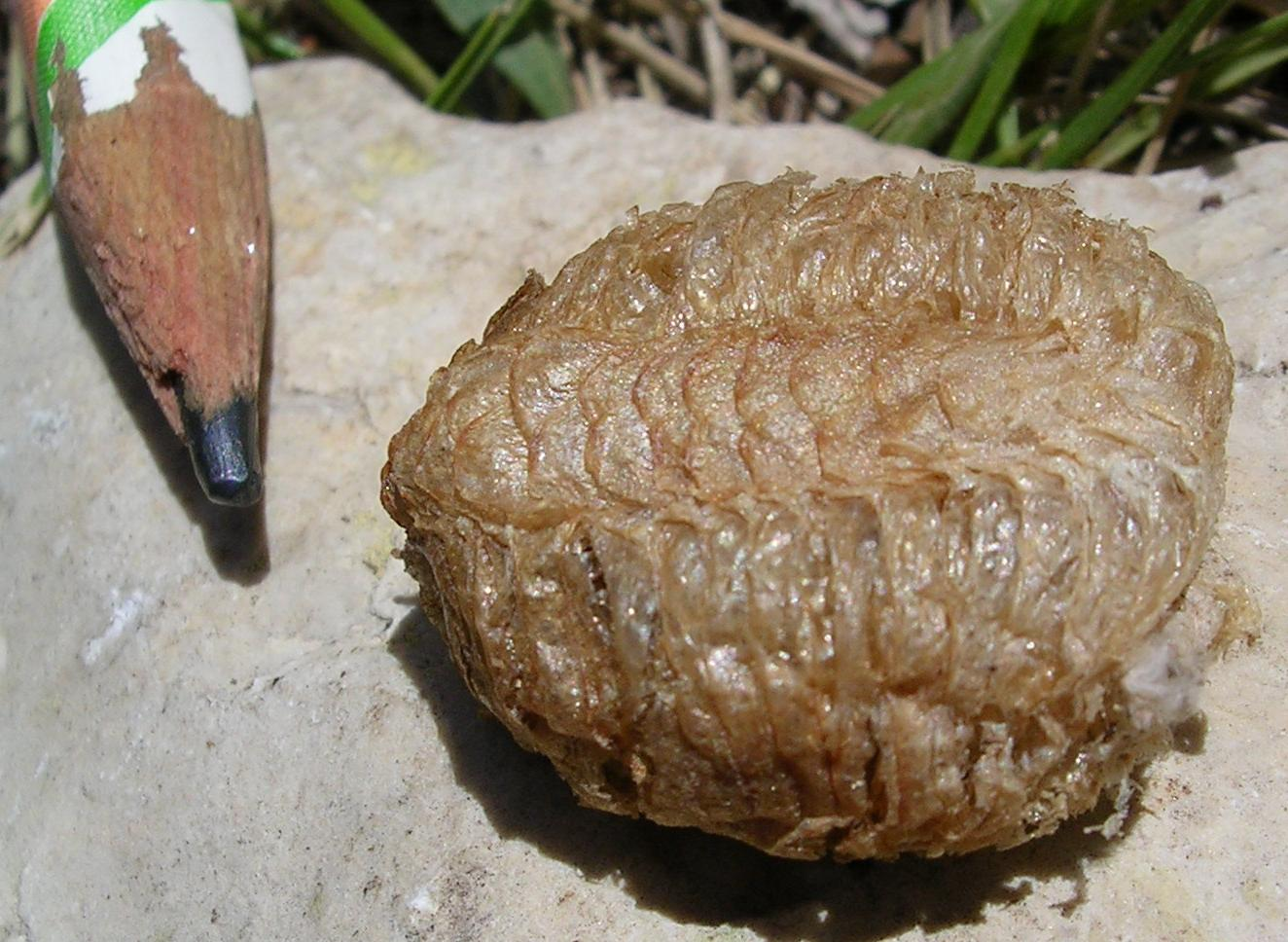
ooteca de Mantis
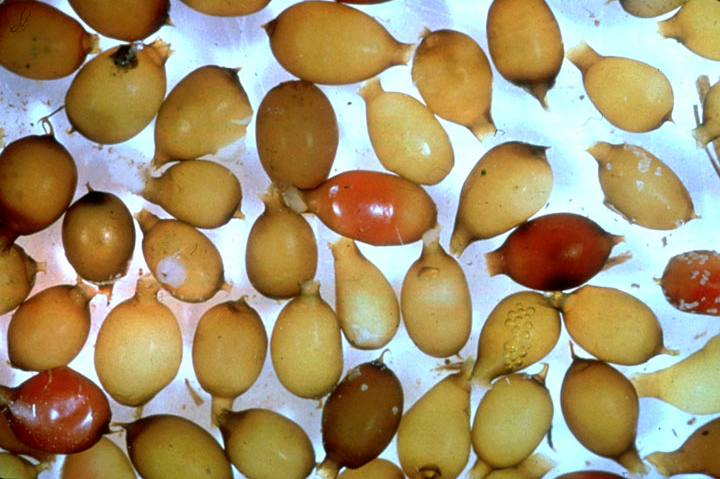
Ooteques d'anèl·lids
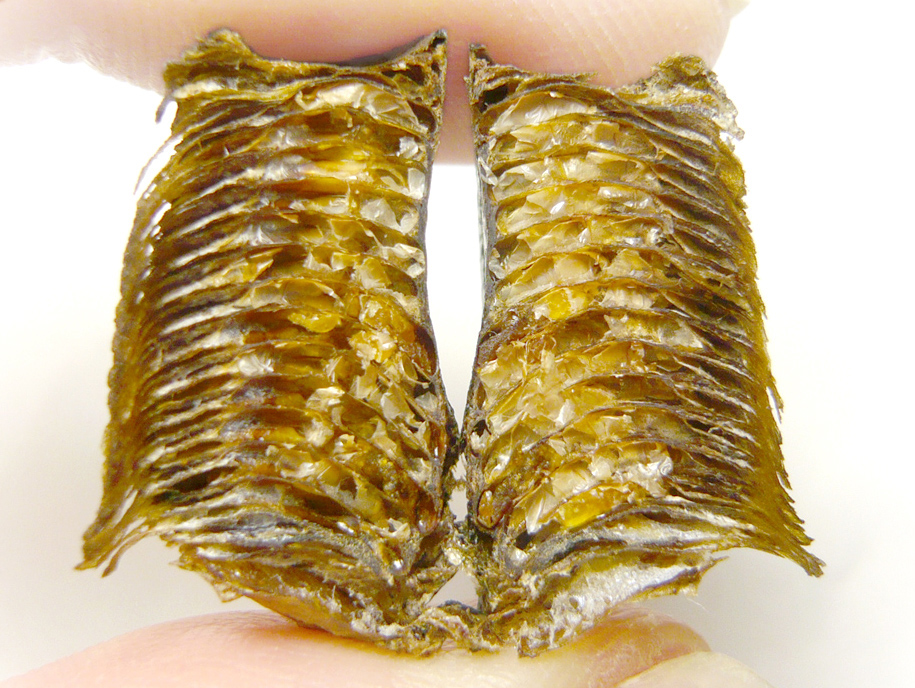
Secció transversal d'una ooteca de mantis (Hierodula patellifera)
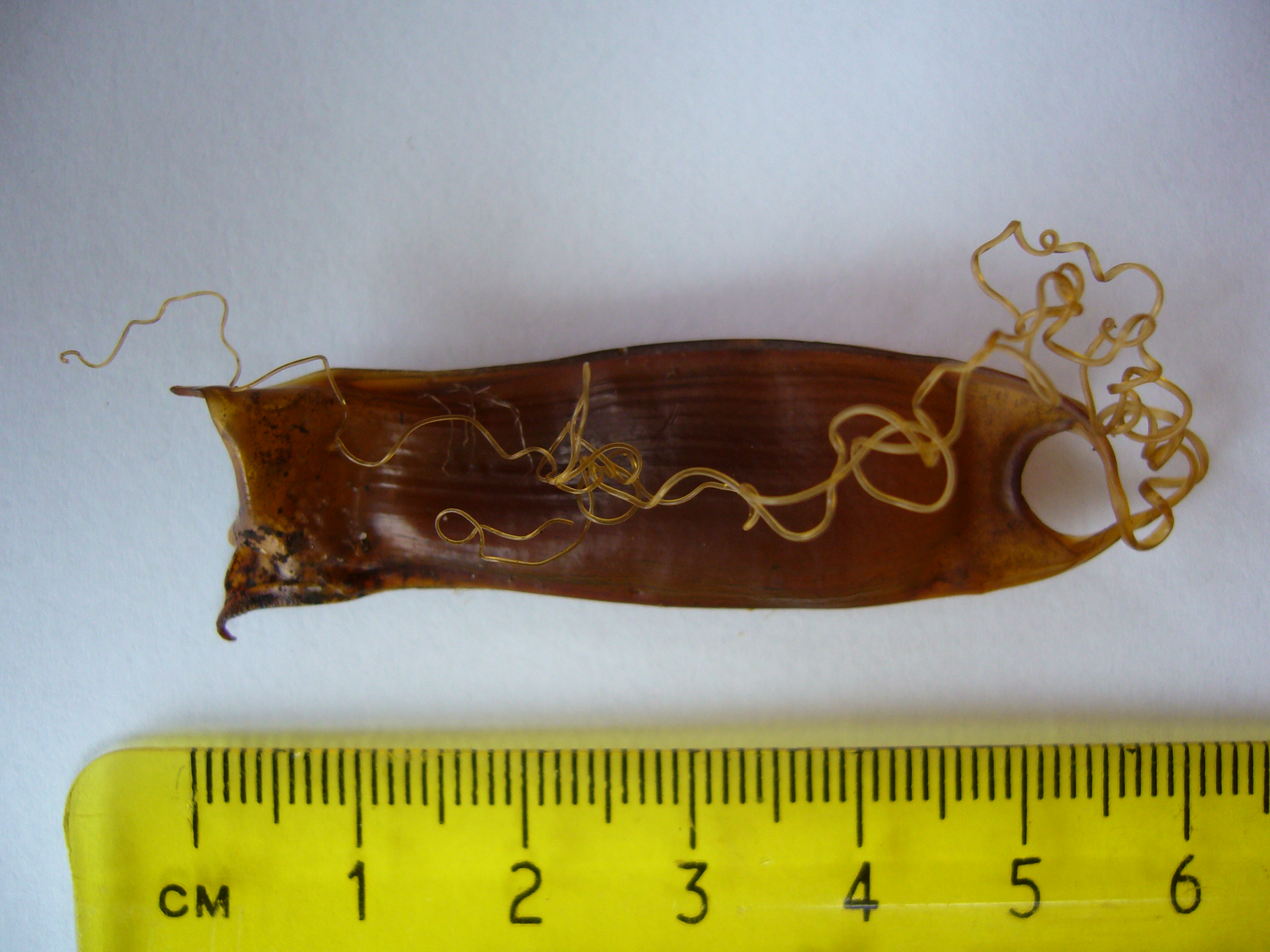
Ooteca de Scyliorhinidae
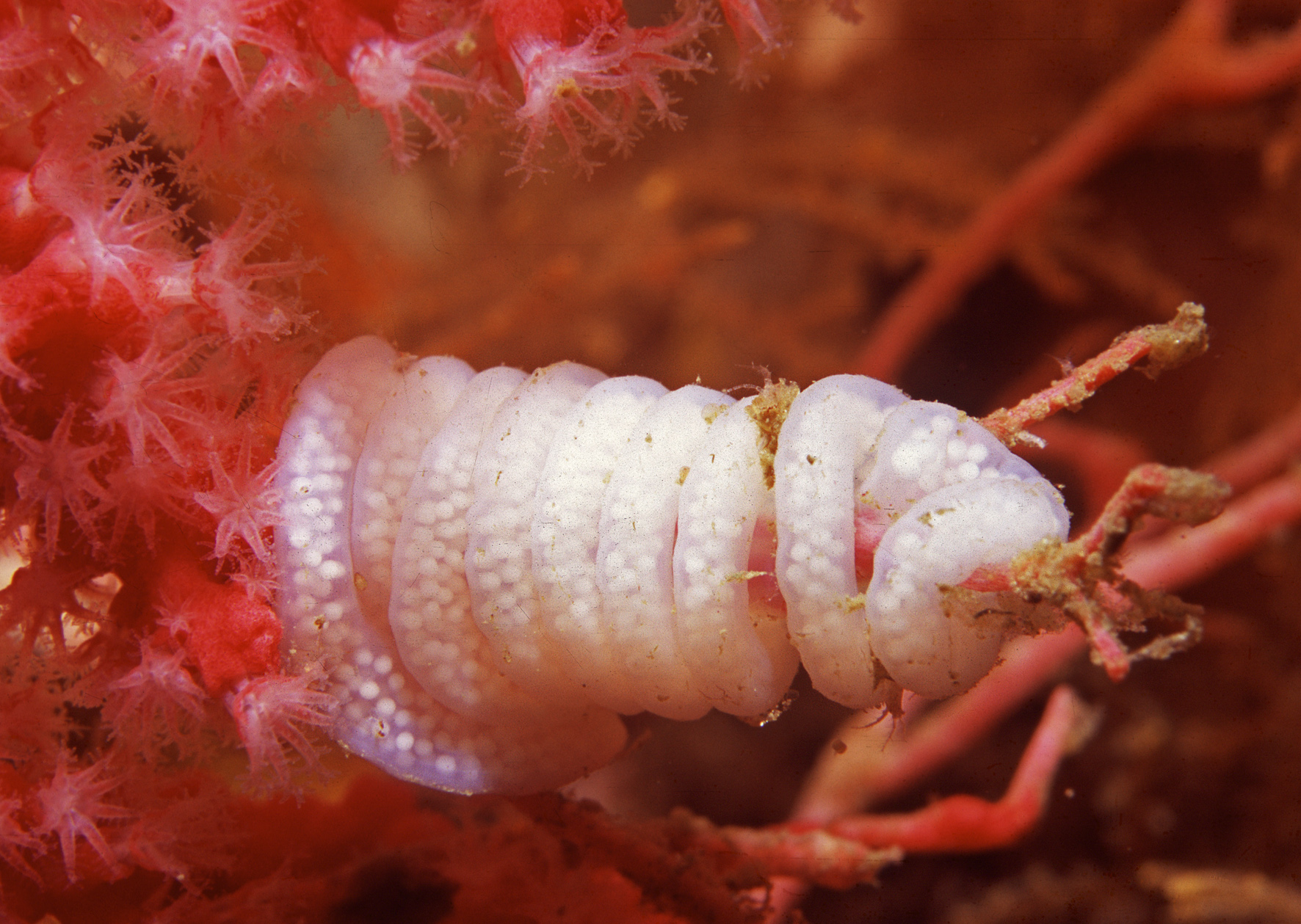
Ooteca de nudibranqui